# Яструбеньківська сільська рада
Яструбеньківська сільська рада — колишня адміністративно-територіальна одиниця та орган місцевого самоврядування у Брусилівському і Коростишівському районах Білоцерківської і Київської округ, Київської й Житомирської областей Української РСР та України з адміністративним центром у с. Яструбенька.

## Населені пункти
Сільській раді були підпорядковані населені пункти:
- с. Яструбенька
- с. Дібрівка
- с. Яструбна

## Населення
Відповідно до перепису населення СРСР, станом на 17 грудня 1926 року, чисельність населення ради становила 746 осіб, з них за статтю: чоловіків — 374, жінок — 372, етнічний склад: українців — 746. Кількість господарств — 169.
Відповідно до результатів перепису населення СРСР, кількість населення ради станом на 12 січня 1989 року становила 499 осіб.
Станом на 5 грудня 2001 року, відповідно до перепису населення України, кількість мешканців сільської ради становила 377 осіб.

## Склад ради
Рада складалася з 12 депутатів та голови.

### Керівний склад сільської ради
| ПІБ                      | Основні відомості                                                                         | Дата обрання | Дата звільнення |
| ------------------------ | ----------------------------------------------------------------------------------------- | ------------ | --------------- |
| Луценко Наталія Іванівна | Сільський голова, 1960 року народження, освіта, Партія промисловців і підприємців України | 26.03.2006   | 31.10.2010      |
| Луценко Наталія Іванівна | Сільський голова, 1960 року народження, освіта середня загальна, член Партії регіонів     | 31.10.2010   |                 |

Примітка: таблиця складена за даними джерела

## Історія
Створена 1923 року в с. Яструбенька Брусилівської волості Радомисльського повіту Київської губернії.
Станом на 1 вересня 1946 року сільська рада входила до складу Брусилівського району Житомирської області, на обліку в раді перебувало с. Яструбенька.
11 серпня 1954 року, відповідно до указу Президії Верховної ради Української РСР «Про укрупнення сільських рад по Житомирській області», підпорядковано села Лазарівка, Старицьке, Хом'янка, Яструбна, Дубрівка (згодом — Дібрівка) ліквідованих Лазарівської, Старицької, Яструбнянської та Дубрівської сільських рад Брусилівського району. 10 червня 1958 року, відповідно до рішення Житомирського облвиконкому № 545 «Про утворення в складі Брусилівського району Лазарівської сільської ради», села Лазарівка, Старицьке та Хом'янка передані до складу відновленої Лазарівської сільської ради Брусилівського району.
На 1 січня 1972 року сільська рада входила до складу Коростишівського району Житомирської області, на обліку в раді перебували села Дібрівка, Яструбенька та Яструбна.
17 січня 1977 року, відповідно до рішення Житомирського облвиконкому № 24 «Про питання адміністративно-територіального поділу окремих районів області», підпорядковано села Лазарівка, Старицьке та Хом'янка Містечківської сільської ради Коростишівського району. 14 листопада 1991 року, відповідно до рішення Житомирської обласної ради «Про внесення змін в адміністративно-територіальній устрій окремих районів», села Лазарівка, Старицьке та Хом'янка передані до складу відновленої Лазарівської сільської ради Брусилівського району.
Виключена з облікових даних 28 грудня 2016 року. Територію та населені пункти ради передано до складу новоутвореної Брусилівської селищної територіальної громади Брусилівського району Житомирської області.
Входила до складу Брусилівського (7.03.1923 р., 4.05.1990 р.) та Коростишівського (30.12.1962 р.) районів.